# 小行星2550
小行星2550（2550 Houssay）是一颗围绕太阳公转的小行星。1976年10月21日，菲利克斯·阿吉拉爾天文台在圣胡安省发现了此天体。
該小行星以阿根廷醫生，1947年諾貝爾生理學或醫學獎得主貝爾納多·奧賽命名。
这颗小行星的绝对星等为243.084413907804等。